# 訃報 2009年9月
訃報 2009年9月（ふほう 2009ねん9がつ）では、2009年9月中に物故した、又は物故が報じられた人物についてまとめる。

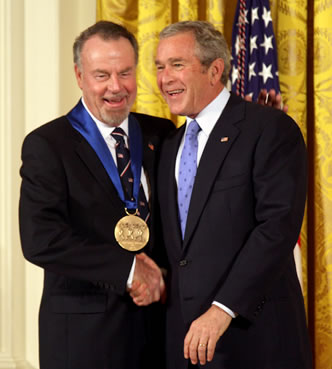
エリック・カンゼル（左）／9月1日没

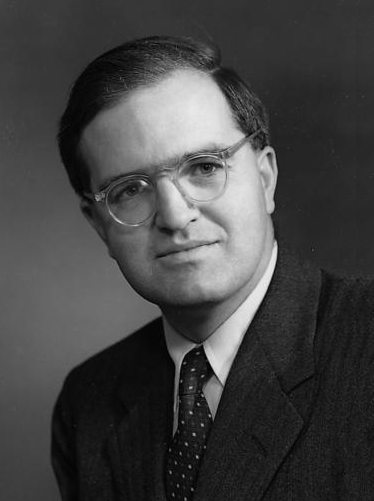
オーゲ・ニールス・ボーア／9月8日没

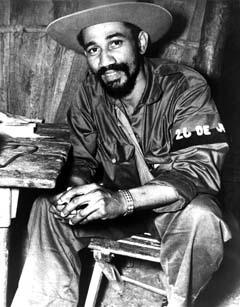
フアン・アルメイダ／9月11日没

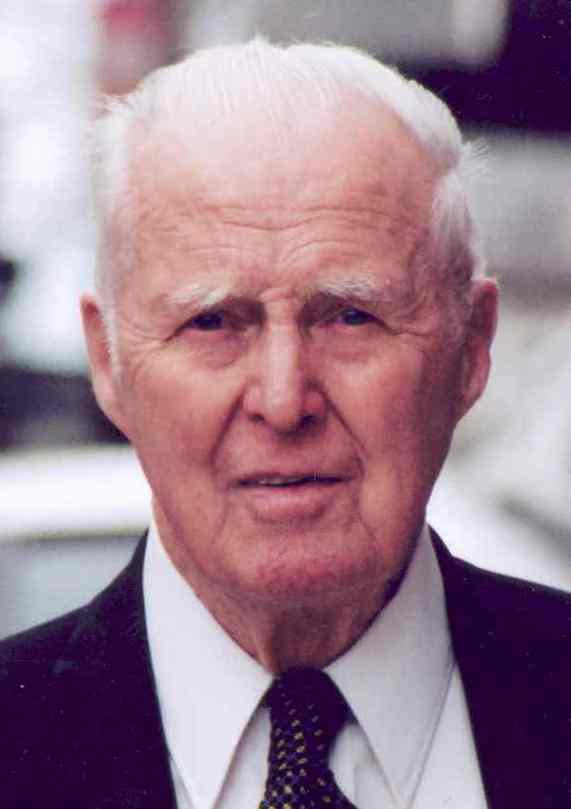
ノーマン・ボーローグ／9月12日没

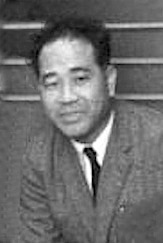
庄野潤三／9月21日没

## （1日 - 15日）
- 9月1日 - 宇井あきら、作曲家（* 1921年）[1]
- 9月1日 - エリック・カンゼル、ドイツ移民のアメリカ合衆国の指揮者（* 1935年）
- 9月1日 - 張眞英（장진영） 、大韓民国の女優（* 1971年）
- 9月2日 - ビル・ヘフナー（Bill Hefner）、アメリカ合衆国の元政治家（民主党）、元アメリカ合衆国下院議員（* 1930年）
- 9月2日 - イスマエル・ヴァレンズエラ、アメリカ合衆国の元騎手（* 1934年）
- 9月2日 - 伊夫伎一雄、元三菱銀行頭取（* 1920年）
- 9月2日 - 吉田智子、日本のアナウンサー、元毎日放送アナウンサー（* 1942年）
- 9月2日 - クリスチャン・ポヴェダ、フランスの映画監督、映画プロデューサー（* 1955年）
- 9月3日 - バディ・ブラットナー、アメリカ合衆国の元野球選手、元卓球選手、スポーツキャスター（* 1920年）
- 9月4日 - フランツ・オラー、オーストリアの政治家、元内務大臣（* 1910年）
- 9月4日 - 浜森辰雄、日本の政治家、元北海道稚内市長、元稚内北星学園理事長（* 1916年）
- 9月4日 - キース・ウォーターハウス（Keith Waterhouse）、イギリスの作家（* 1929年）
- 9月4日 - 宮沢昌宏、日本のミュージシャン、ベーシスト 猫騙メンバー、元the fantastic designs（* 1971年）
- 9月5日 - サイフル・ラーマン（Saifur Rahman）、バングラデシュの政治家（バングラデシュ民族主義党）、元バングラデシュ大蔵大臣（* 1932年）
- 9月5日 - 高林恒夫、プロ野球読売ジャイアンツ元外野手（* 1938年）
- 9月5日 - ガニ・ファウェヒンミ（Gani Fawehinmi）、ナイジェリアの弁護士、人権活動家（* 1938年）
- 9月5日 - ジェシー・マヘロナ、アメリカ合衆国のアメリカンフットボール選手（* 1983年）
- 9月6日 - ハルチャラン・シン・ブラル（Harcharan Singh Brar）、インドの政治家（インド国民会議）、第5代ハリヤナ州知事、第26代パンジャーブ州首相（* 1922年）
- 9月7日 - 五代目柳亭痴楽、日本の落語家（* 1951年）
- 9月7日 - 竹内敏晴、演出家（* 1925年）
- 9月8日 - オーゲ・ニールス・ボーア、デンマークの物理学者、ノーベル物理学賞受賞者（* 1922年）
- 9月8日 - レイ・バレット（Ray Barrett）、オーストラリアの俳優（* 1927年）
- 9月10日 - 田島義文、日本の俳優（* 1918年）
- 9月10日 - 二瓶剛男、経済学者、東京大学名誉教授（* 1938年）
- 9月10日 - フランク・バッテン（Frank Batten）、アメリカ合衆国の実業家、ランドマーク・メディア・エンタープライズ創業者（* 1927年）
- 9月10日 - アンドレ・レジューヌ、 フランスの政治家、元老院議員（* 1935年）
- 9月11日 - フアン・アルメイダ（Juan Almeida）、キューバ革命指導者、キューバ国家評議会副議長、キューバ革命軍司令官、作曲家（* 1927年）
- 9月11日 - ジム・キャロル（Jim Carroll）、アメリカ合衆国のアメリカ合衆国の作家、詩人、パンク・ロック歌手（* 1949年）
- 9月11日 - 沖野等、日本のサッカー指導者、町田ゼルビア強化育成統括部長（* 1959年）
- 9月11日 - ガートルード・ベインズ、アメリカ合衆国のスーパーセンテナリアン、世界最高齢だった人物（* 1894年）
- 9月11日 - 臼井儀人、日本の漫画家（* 1958年）
- 9月12日 - ウィリー・ロニ、フランスのカメラマン（* 1910年）
- 9月12日 - ノーマン・ボーローグ、アメリカ合衆国の農学者、ノーベル平和賞受賞者（* 1914年）
- 9月12日 - ジャック・クレーマー、アメリカ合衆国のテニス選手（* 1921年）
- 9月12日 - ジョージ・エクスタイン（George Eckstein）、アメリカ合衆国の放送作家、テレビプロデューサー（* 1928年）
- 9月13日 - 気田義也、アルペンスキー選手、冬季オリンピック（インスブルック/1964年、グルノーブル/1968年）日本代表選手（* 1944年）
- 9月14日 - 経叔平（经叔平）、中華人民共和国の銀行家（* 1918年）
- 9月14日 - ヘンリー・ギブソン、アメリカ合衆国の俳優（* 1935年）
- 9月14日 - ジョディ・パウエル（Jody Powell）、第18代ホワイトハウス報道官（* 1943年）
- 9月14日 - パトリック・スウェイジ、アメリカ合衆国の俳優（* 1952年）
- 9月14日 - ダーレン・サザーランド（Darren Sutherland）、アイルランドのボクサー、北京オリンピックミドル級銅メダリスト（* 1982年）
- 9月14日 - リリー・テンボ（Lily Tembo）、ザンビアのミュージシャン（* 1981年）
- 9月15日 - 蕭向前、中華人民共和国の外交官、中日友好協会副会長（* 1918年）

## （16日 - 30日）
- 9月16日 - ルチアーノ・エンメル、イタリアの映画監督 （* 1918年）
- 9月16日 - 三上辰喜、日本能率協会元会長（* 1921年）
- 9月16日 - マリー・トラヴァース、アメリカ合衆国のフォークソング歌手、ピーター・ポール&マリーメンバー（* 1936年）
- 9月16日 - エルンスト・メルツェンドルファー（de:Ernst Märzendorfer）、オーストリアの指揮者（* 1921年）
- 9月17日 - 外山輝雄、日本の政治家、元北海道雨竜町長（* 1934年）
- 9月17日 - ノルディン・モハメッド・トップ（en:Noordin Mohammad Top）、インドネシアのテロリスト（* 1968年）
- 9月18日 - ナタリア・シヴェドヴァ（Natalia Shvedova）、ロシアの言語学者（* 1914年）
- 9月18日 - 横山富雄、日本の元競馬騎手、元調教助手【日本中央競馬会所属】（* 1940年）
- 9月19日 - 三岡徤次郎、大日本帝国陸軍参謀本部部員（* 1910年）
- 9月19日 - マウリツィオ・モンタルビーニ（Maurizio Montalbini）、イタリアの地質学者（* 1953年）
- 9月19日 - エルナン・コルドバ（Hernán Córdoba）、コロンビアのサッカー選手、同国代表経験者（* 1989年）
- 9月19日 - ブリアン・フィリッピ（en:Brian Filipi）、アルバニアのサッカー選手（* 1989年）
- 9月19日 - ヴィッリー・ブレインホルスト、デンマークの作家、脚本家（* 1918年）
- 9月20日 - フレディー・ビーンストック（Freddy Bienstock）、アメリカ合衆国の音楽出版事業者（* 1928年）
- 9月20日 - 大江志乃夫、歴史学者（* 1928年）
- 9月20日 - ケン・ハフ、オーストラリアのサッカー選手、クリケット選手（* 1928年）
- 9月20日 - 飛鳥克己、ギタリスト、北京市在住
- 9月20日 - シュフラト・サフィン、ウズベキスタンのチェス選手、グランドマスター（* 1970年）
- 9月21日 - 庄野潤三、小説家（* 1921年）
- 9月21日 - 三浦謹一郎、生命科学者（* 1931年）
- 9月21日 - 高橋広幸、元福岡ダイエーホークス球団社長（* 1946年）
- 9月21日 - 神野明、ピアニスト、日本大学教授（* 1948年）
- 9月21日 - パルヴィーズ・メシュカーティヤーン、イランのサントゥール奏者、作曲家（* 1955年）
- 9月22日 - 林西陵（Lin Xiling）、フランス亡命者の中華人民共和国反体制活動家（* 1935年）
- 9月23日 - エルトゥールル・オスマン、オスマン家第43代家長（* 1912年）
- 9月23日 - 中平幸典、信金中央金庫理事相談役・元理事長、元大蔵省国際金融局長（* 1939年）
- 9月23日 - 川村トメ、アイヌ文化伝承者
- 9月24日 - 深堀敏、カトリック高松司教区司教（* 1924年)
- 9月24日 - R・ソエプラプト、ジャカルタの元市長（* 1924年）
- 9月24日 - ハワード・モリソン（Howard Morrison）、ニュージーランドの歌手（* 1935年）
- 9月24日 - 佐々木芳野、日本の映画プロデューサー（* 満51歳）
- 9月24日 - ネリー・アルカン（Nelly Arcan）、カナダの小説家（* 1975年）
- 9月25日 - 土屋公献、日本の弁護士、元日本弁護士連合会会長（* 1923年）
- 9月25日 - アリシア・デ・ラローチャ、スペインのピアニスト（* 1923年）
- 9月25日 - 土井正三、日本の元プロ野球選手、指導者、野球評論家、元東京読売巨人軍内野手、元オリックス・ブルーウェーブ監督（* 1942年）
- 9月25日 - 金田恵子、プロボウラー（* 1948年）
- 9月26日 - 西田八郎、日本の政治家、元民社党衆議院議員（* 1922年）
- 9月26日 - 内田園生、俳人、外交官（* 1924年）
- 9月26日 - ジグムント・チチラ、ポーランドのボクサー、1952年ヘルシンキオリンピック金メダリスト（* 1926年）
- 9月27日 - ウィリアム・サファイア（William Safire）、アメリカ合衆国のジャーナリスト（* 1929年）
- 9月27日 - 永井秀樹、日本のオートレース選手（* 1973年）
- 9月28日 - かがくいひろし、絵本作家（* 1955年）
- 9月29日 - 中山悌一、バリトン歌手（* 1920年）
- 9月29日 - スペランツァ・ブラーナ（Sperantza Vrana）、ギリシャの女優（* 1926年）
- 9月29日 - ミシュリーヌ・ボーシュマン、カナダの手芸作家（* 1929年）
- 9月29日 - パーヴェル・ポポーヴィチ、ソビエト連邦の宇宙飛行士（* 1930年）
- 9月29日 - マヌエル・デ・ノヴァス、カーボベルデの詩人、作曲家（* 1938年）
- 9月30日 - ロバート・ベーカー（Robert Baker）、イギリスの映画監督（* 1916年）
- 9月30日 - ペンティ・アイリッカラ（Pentti Airikkala）、フィンランドのラリーレースドライバー（* 1945年）
- 9月30日 - 藤原喜久男、日本の歌手（* 1949年）